# Brookfield Place (Nueva York)
Para el edificio homónimo situado en Shanghái, véase Shanghai World Financial Center

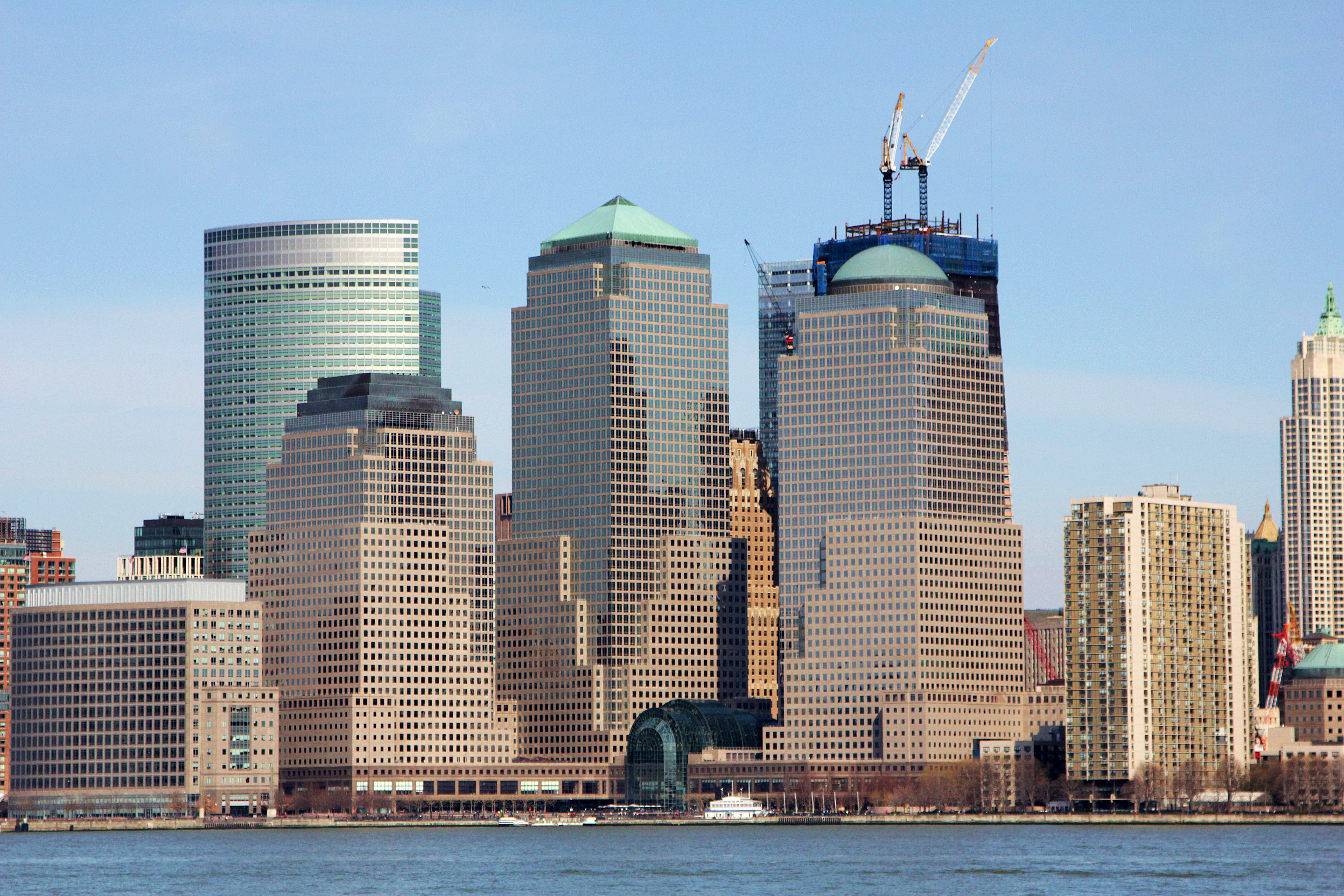
Brookfield Place fotografiado en abril de 2011, detrás de los edificios de Brookfield Place se puede ver al One World Trade Center en construcción.

Brookfield Place —originalmente conocido como World Financial Center— es un complejo de 6 edificios comerciales y financieros ubicados en Manhattan, cercanos al World Trade Center. Con vistas al río Hudson, Brookfield Place ha sido la sede de varias compañías, incluyendo Merrill Lynch, RBC Capital Markets, Nomura Group, American Express y Brookfield Asset Management, entre otras. En 2014, el complejo cambió de nombre tras haber sido sometido a extensas reformas.

## Complejo
Brookfield Place es propiedad de la compañía con sede en Toronto, Brookfield Office Properties, excepto por los espacios ocupados por American Express, que son propiedad de la compañía citada anteriormente. Brookfield Place también es la sede en Estados Unidos de Brookfield Office Properties, cuya sede se localiza en el 200 Vesey Street. Brookfield Place también tiene su propio código ZIP, 10281. Los edificios fueron construidos por la compañía Olympia and York de Toronto, Canadá.
Los edificios que forman el complejo son:
- 200 Liberty Street, anteriormente conocido como One World Financial Center, (1986),[3] con una altura de 176 m y 40 plantas
  - Dirección: 200 Liberty Street
  - Área alquilable: 151 200 m²
  - Azotea: pirámide cuadrangular truncada
- 225 Liberty Street, anteriormente Two World Financial Center, (1987), 197 m de altura, 44 plantas
  - Dirección: 225 Liberty Street
  - Área alquilable: 231 400 m²
  - Azotea: cúpula redonda
- 200 Vesey Street, anteriormente conocido como Three World Financial Center (también conocido como la American Express Tower) (1985), 225 m de altura, 51 plantas
  - Dirección: 200 Vesey Street
  - Área alquilable: 110 000 m²
  - Azotea: pirámide
- 250 Vesey Street, anteriormente conocido como Four World Financial Center, (1986), 150 m de altura, 34 plantas
  - Dirección: 250 Vesey Street
  - Área alquilable: 170 000 m²
  - Azotea: Zigurat
- Winter Garden Atrium (1988), (4200 m²), un pabellón con una cúpula de cristal que posee plantas, árboles y flores, además de tiendas, cafés (localizados entre los edificios 1 y 2). Reconstruido tras los atentados terroristas del 11 de septiembre de 2001
  - Área alquilable: 27 400 m²
- One North End Avenue, también conocido como el edificio del New York Mercantile Exchange (1997), 77 m de altura, 16 plantas
  - Dirección: 1 North End Avenue
  - Área alquilable: 46.000 m²

## Historia
Diseñado por César Pelli, con Adamson Associates, el complejo del World Financial Center fue construido por Olympia and York entre 1982 y 1988 con tierras ganadas al mar usadas para construir Battery Park City. El material de relleno provenía del lodo excavado durante la construcción del World Trade Center, así como basura, lodo y escombros
Durante los Atentados del 11 de septiembre de 2001, una parte de la estructura de una de las torres gemelas se estrelló contra la fachada este del Three World Financial Center durante su derrumbe, y otros escombros dañaron el vestíbulo y las plantas inferiores causando que el edificio sufriera un grave riesgo de derrumbe. Ha sido completamente restaurado junto con los demás edificios del complejo. El Winter Garden Atrium sufrió también graves daños estructurales, pero fue reabierto el 11 de septiembre de 2002.
El World Financial Center fue sometido a una renovación de 250 millones de dólares en conjunción con la construcción de un nuevo pasadizo que uniría al complejo con el World Trade Center. Los elementos principales incluyen un pabellón de tránsito, que sería construido como una extensión del Winter Garden Atrium, al final de West Street. En los planes preliminares se había planteado la demolición de la gran escalera, que hasta 2001 era la entrada focal y al paseo marítimo, que se conectaba al puente peatonal de Vesey Street, adyacente al World Trade Center. La gran escalera fue usada también como un anfiteatro; en consecuencia, los planes de demolición indignaron a los residentes, que puntualmente apelaron a su preservación en los planes de desarrollo del proyecto. El pabellón de tránsito está programado para abrir a finales de 2013 y se espera que tenga como dirección 100 West Street.
Dentro del complejo existente, el espacio disponible en las plantas inferiores de las torres de oficinas del World Financial Center está siendo sometido a conversiones y expansiones para acomodar venta al por menor. Un ejemplo notable es el 2 World Financial Center: un mercado de estilo europeo y un restaurante planean ser abiertos en 2013. El espacio entre los edificios 3 y 4 del World Financial Center, en el 225 de Vesey Street, en el que actualmente se realiza venta al por menor, será expandido para acomodar una cadena de venta de ropa al por menor, de acuerdo a los planos y reproducciones. Con algunos restaurantes y tiendas de venta al por menor cerrados debido a obras de construcción, un nuevo camión de comidas se encuentra en funcionamiento desde principios de 2012 en North End Avenue. Varios camiones de comida que operan en Nueva York, sirviendo una variedad de comidas, proporcionan servicio a la zona del World Financial Center durante cinco días a la semana durante la hora del almuerzo. Unos 2000 nuevos patios de comida que comprenden los restaurantes existentes, como Le District y Hudson Eats, y nuevos restaurantes, están siendo construidos, para abrir en etapas entre noviembre de 2014 y marzo de 2015; se espera que el proyecto genere unos 12 millones de dólares anualmente. En conjunto, la intención es atraer más turismo a la zona con la venta al por menor y el nuevo acceso al pasadizo debajo de West Street. Está siendo diseñado como un catalizador que integre y atraiga desarrollo a la zona de Battery Park City, en la que el World Financial Center se sitúa, puntualmente entre el largo barrio residencial.
Brookfield compró el edificio adyacente One North End Avenue, como sede del New York Mercantile Exchange, en 2013, por 200 millones de dólares, siendo en consecuencia integrado dentro del complejo. Después de la expansión, el nombre del complejo cambió a Brookfield Place. El cambio de nombre se efectuó en 2014.

## Galería

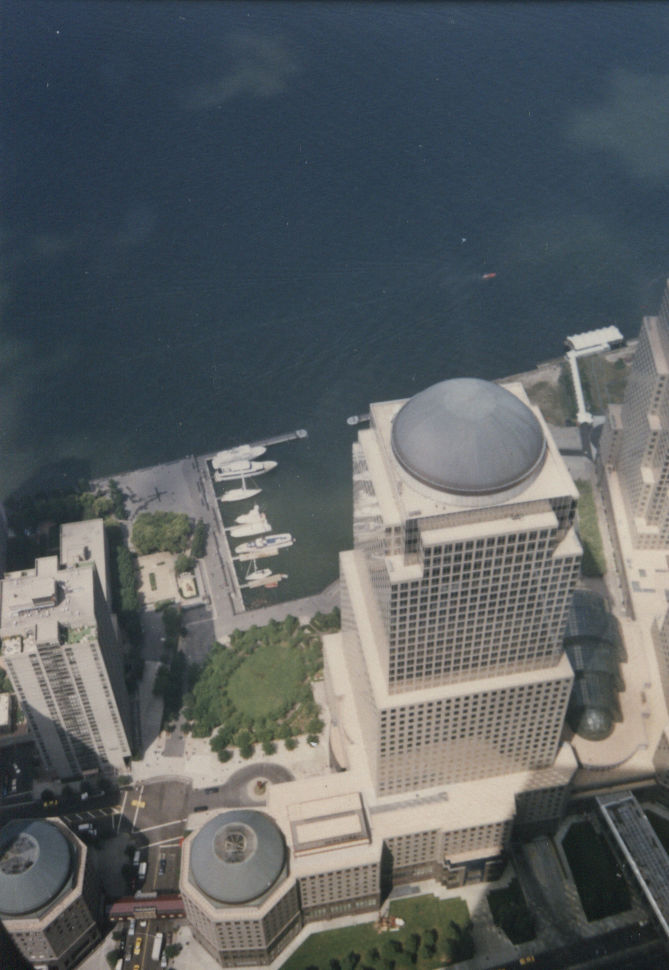
Visto desde el World Trade Center en agosto de 1992.
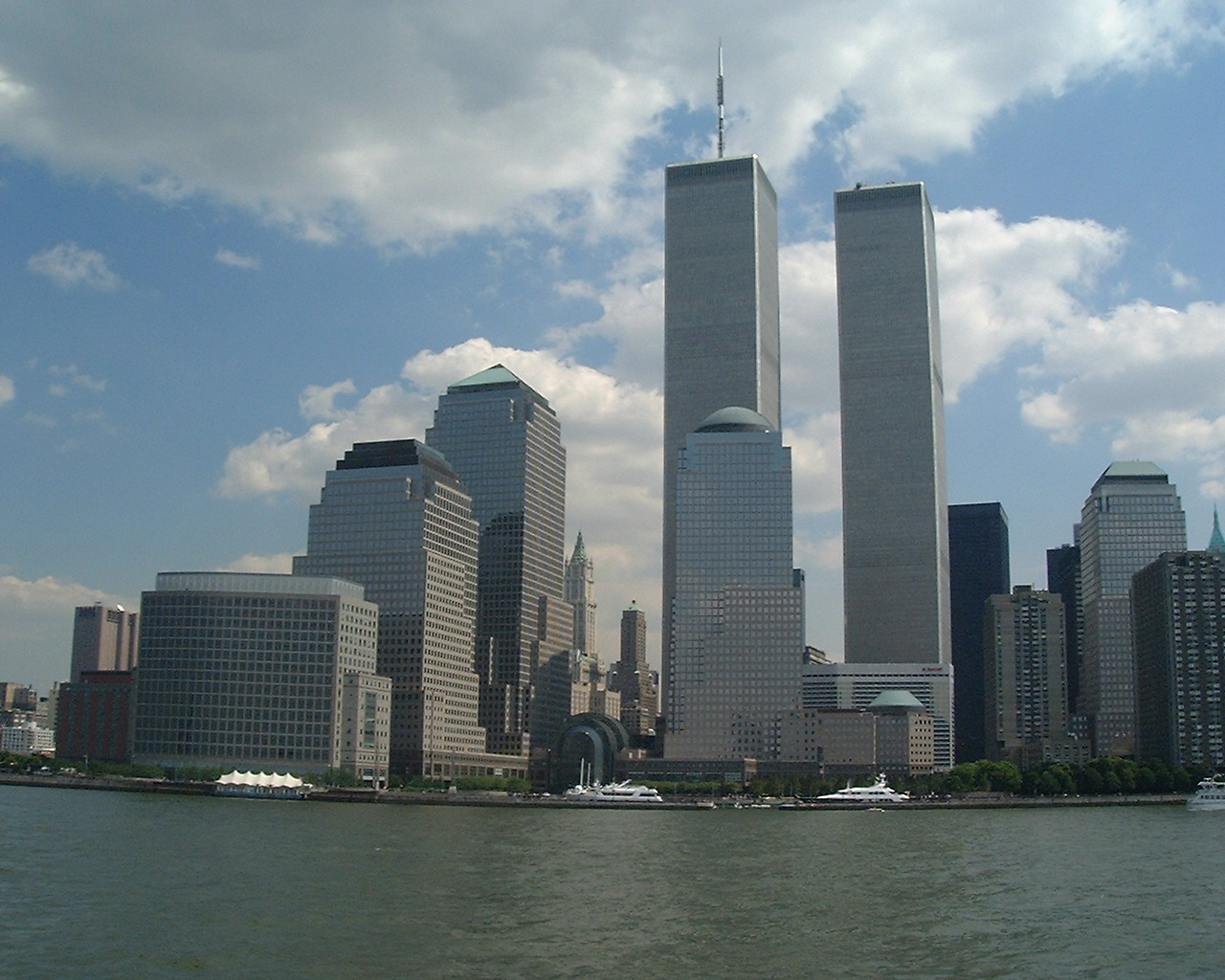
Fotografiado junto con el World Trade Center original en agosto de 2000.
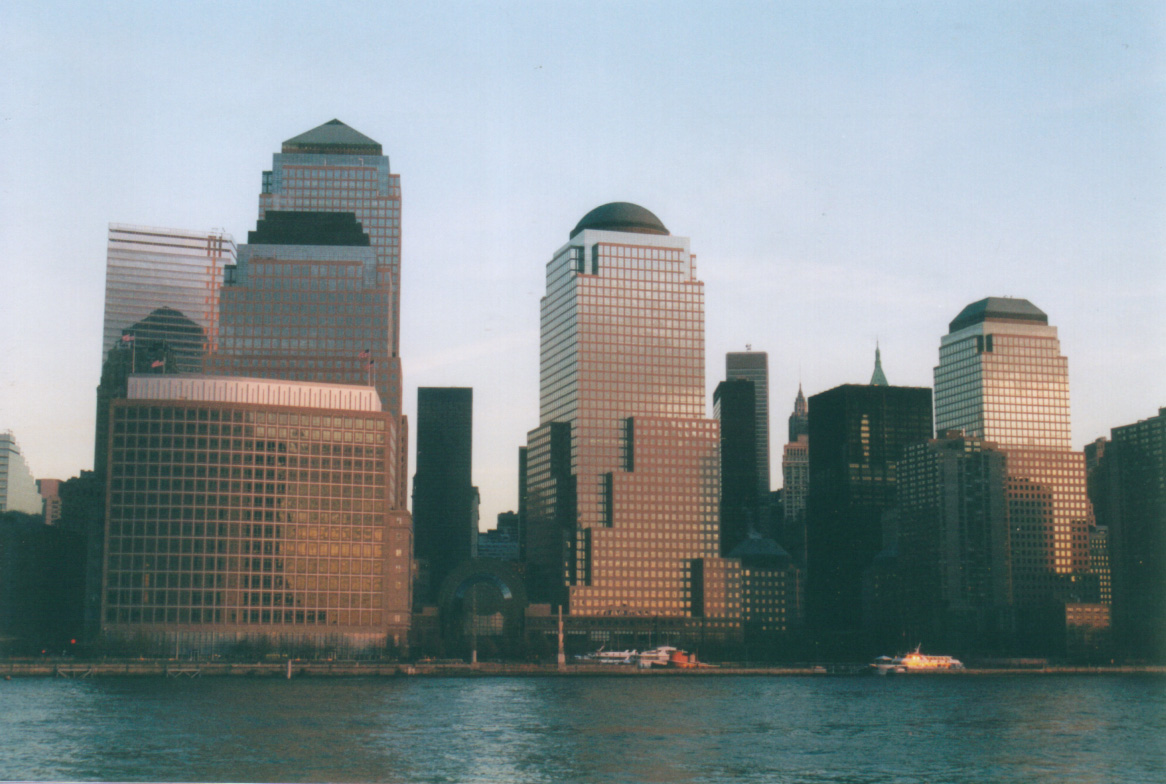
El sol se refleja en las ventanas de cristal del World Financial Center, en diciembre de 2005.
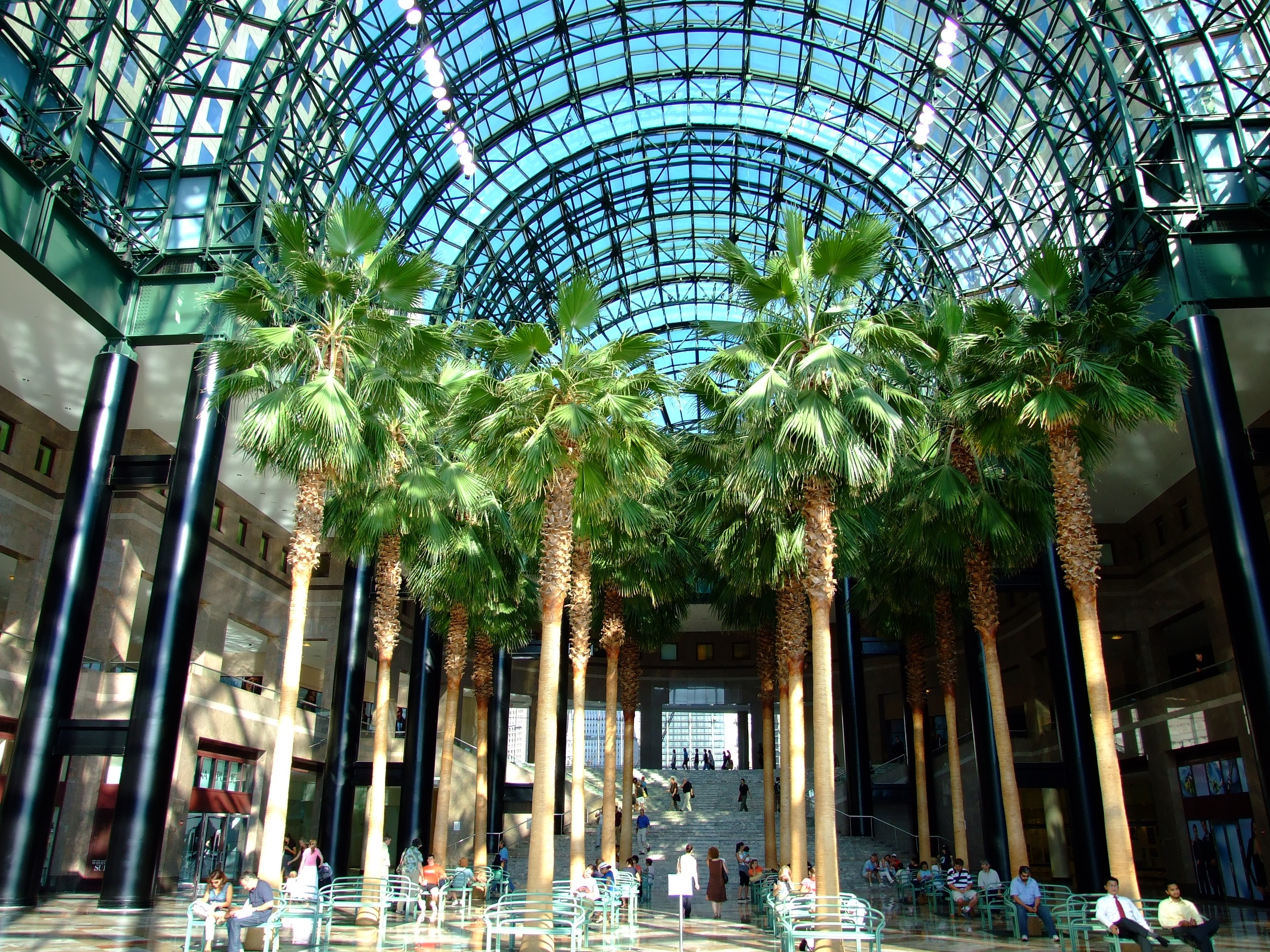
El Winter Garden Atrium, como aparecía en junio de 2007.
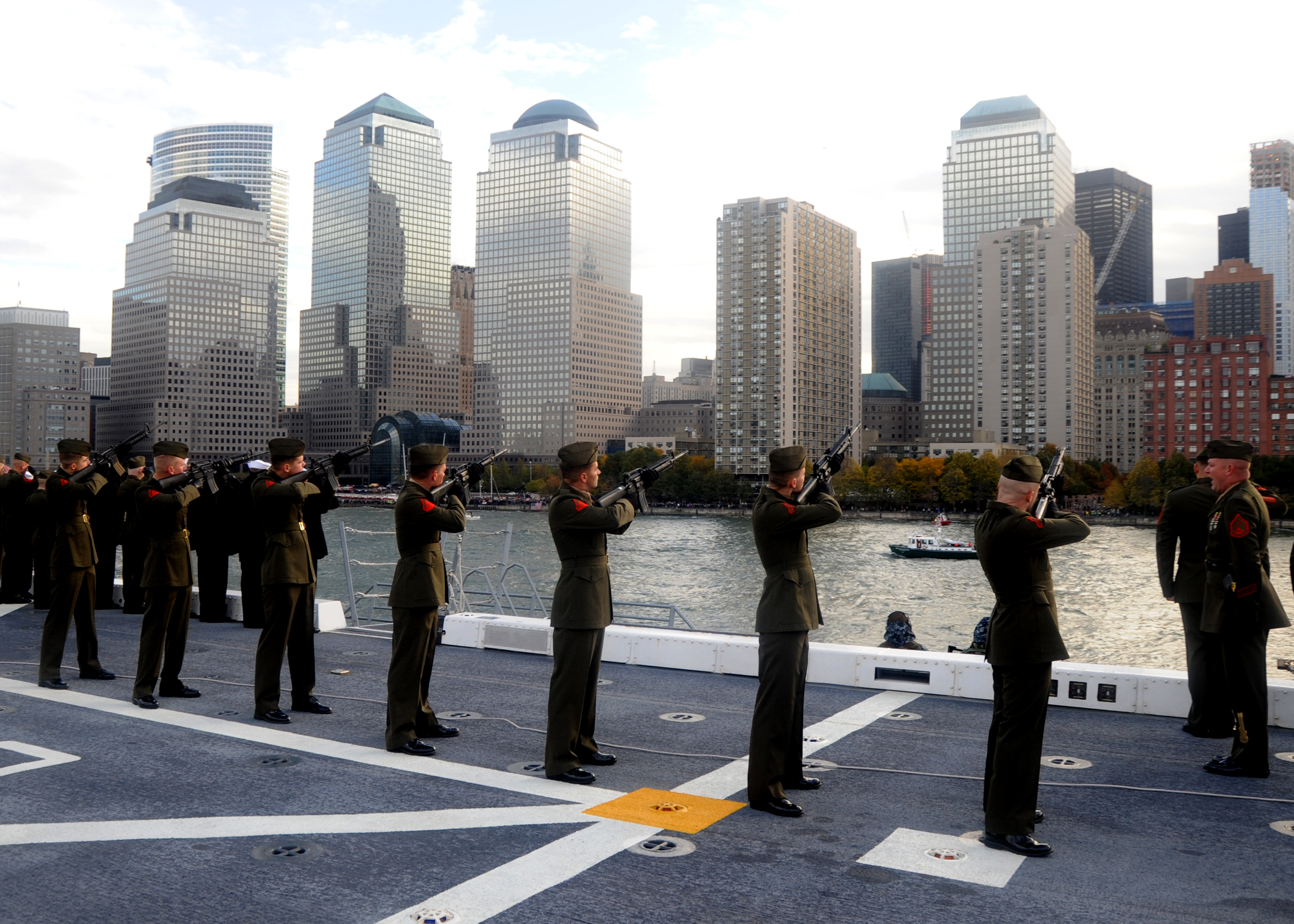
Fotografiado en noviembre de 2009.